# Pristimantis polychrus
Pristimantis polychrus är en groddjursart som först beskrevs av Ruiz-Carranza, Lynch och Ardila-Robayo 1997.  Pristimantis polychrus ingår i släktet Pristimantis och familjen Strabomantidae. IUCN kategoriserar arten globalt som starkt hotad. Inga underarter finns listade i Catalogue of Life.